# Mosteiros (Barjas)
Mosteiros es una localidad española perteneciente al municipio de Barjas, en la provincia de León, comunidad autónoma de Castilla y León.

## Geografía

### Ubicación
| Noroeste: Corporales | Norte: Peñacaira | Noreste: Corrales |
| Oeste: Corporales    |                  | Este: Cadafresnas |
| Suroeste Villarrubín | Sur: Oencia      | Sureste: Melezna  |

## Demografía
Evolución de la población
| Gráfica de evolución demográfica de Mosteiros entre 2000 y 2019    |
|                                                                    |
| Población de derecho (2000-2019) según el padrón municipal del INE |